# Philip Goldberg
Philip Goldberg (Boston, 1º agosto 1956) è un politico e diplomatico statunitense, ambasciatore in Cile, Bolivia e Filippine tra il 2001 e il 2016.

## Biografia
Nativo della città di Boston, si laureò nell'omonima università.

### Ambasciatore nelle Filippine
Nel 2013 fu nominato nuovo ambasciatore nelle Filippine in sostituzione di Harry K. Thomas Jr., quest'ultimo in carica dal 2010. La nomina di Goldberg fu approvata dal Senato statunitense ed egli prestò ufficialmente giuramento il 23 novembre 2013.
Mentre i rapporti con il presidente Benigno Aquino III furono pressoché ottimi, quelli con il successore populista Rodrigo Duterte si rivelarono turbolenti sin dalle elezioni del 2016. Già in piena campagna elettorale Duterte aveva narrato la storia dell'uccisione di Jacqueline Hamill, missionaria australiana stuprata e uccisa durante una rivolta della prigione della città di Davao (località in cui ai tempi era sindaco) nel 1989. Duterte aveva detto scherzosamente di essere rimasto deluso alla vista del corpo martoriato della Hamill, poiché il sindaco "avrebbe dovuto essere il primo a stuprarla". Tali parole furono criticate da Goldberg, il quale affermò che "qualsiasi dichiarazione da parte di chiunque, atta a degradare il sesso femminile o a ironizzare su tematiche serie quali violenza sessuale od omicidio non era in alcun modo accettabile". Il discusso presidente non esitò a rispondergli con linguaggio offensivo alcuni mesi più tardi, quando definì l'ambasciatore statunitense come "frocio" per essersi intromesso nella vicenda e augurandosi di "non incontrarlo mai più".
Goldberg lasciò il proprio incarico nel novembre 2016, quando fu sostituito dal collega Sung Kim.